# Friedrich Rathgen
Friedrich Wilhelm Rathgen (* 2. Juni 1862 in Eckernförde; † 19. November 1942 in Berlin) war ein deutscher Chemiker und der erste Direktor des Chemischen Labors der Königlichen Museen in Berlin.

## Leben
Friedrich Rathgen war der Sohn des Kaufmanns Carl Rathgen. Er besuchte zuerst eine private Kinderschule und ab 1871, mangels einer höheren Schule in Eckernförde, den Realgymnasium-Zweig des Katharineum zu Lübeck. Dort legte er Ostern 1881 das Abitur ab. Anschließend studierte er Naturwissenschaften in Göttingen, Berlin und Marburg und beendete seine Studien 1886. Seine mündliche Prüfung zum Examen rigorosum legte er Ende 1885 bei Max Bauer (Mineralogie), Theodor Zincke (Chemie), Franz Melde (Physik) und Julius Bergman (Philosophie) ab, die Dissertation folgte am 30. Juni 1886.
Da Rathgen als untauglich gemustert wurde, leistete er keinen militärischen Dienst ab – was er eigentlich vorhatte – und trat zunächst eine Stelle als unbezahlter Privatassistent bei Hans Heinrich Landolt in Berlin an. Kurz darauf wurde er bezahlter Vorlesungsassistent. 
1888 wurde Rathgen, der für seine Arbeiten im Feld der Konservierung, Analyse und Untersuchung von geschichtlichen Objekten und Museumsgegenständen mittlerweile bekannt war, im Alter von 26 Jahren zum Leiter des Chemischen Labors der damaligen Königlichen Museen berufen. Diese Tätigkeit füllte er bis zu seiner Pensionierung im Jahre 1927 aus.
Das Rathgen-Forschungslabor, ein bundesweit tätiges, naturwissenschaftliches Institut der Staatlichen Museen zu Berlin/Stiftung Preußischer Kulturbesitz, ist nach Friedrich Rathgen benannt. Es führt archäometrische Untersuchungen durch.

## Veröffentlichungen (Auswahl)
- Die Konservierung von Altertumsfunden: mit Berücksichtigung ethnographischer und kunstgewerblicher Sammlungsgegenstände. 1926
- Die Pflege öffentlicher Standbilder 1926
- Verwitterung und Erhaltung von Werksteinen: Beiträge zur Frage der Steinschutzmittel. 1934
- Merkblatt für Steinschutz. 1939